# Geophila lancistipula
Geophila lancistipula är en måreväxtart som beskrevs av William Philip Hiern. Geophila lancistipula ingår i släktet Geophila och familjen måreväxter. Inga underarter finns listade i Catalogue of Life.